# Atuna indica
Espèce
Classification APG III (2009)
Statut de conservation UICN

 EN B1+2c : En danger
Atuna indica est une espèce de plantes à fleurs de la famille des Chrysobalanaceae. C'est un arbre originaire du Tamil Nadu en Inde.

## Synonymes
- Cyclandrophora indica (Bedd.) Kosterm. ex Prance
- Entosiphon indicum Bedd.
- Ferolia indica (Bedd.) Kuntze
- Parinari indica (Bedd.) Bedd[1].

## Répartition
L'espèce n'a été revue plus que deux fois au nord-ouest des montagnes Nîlgîri, dans le Tamil Nadu.